# Hypena olivacea
Hypena olivacea là một loài bướm đêm trong họ Erebidae.